# Forsythiasläktet
Forsythiasläktet eller forsythior (Forsythia)  är ett växtsläkte i familjen syrenväxter med 11 arter i sydöstra Europa och östra Asien.
Flera arter odlas som trädgårdsväxter i Sverige, bland annat Forsythia intermedia till häckar. Den är en korsning mellan F. suspensa och F. viridissima.

## Farlighet
Alla växtdelar anses svagt giftiga, men Giftinformationscentralen håller forsythia för "sannolikt ofarlig", och känner inte till några förgiftningsfall orsakade av någon forsythiaart.

## Etymologi
Forsythia är uppkallat efter den skotske botanikern William Forsyth (1727-1804), verksam vid kungliga trädgårdarna vid Kensington Palace och Saint James's Palace.

## Användning
Forsythian innehåller exceptionellt höga halter av antioxidanten rutin (ca 1 %)[källa behövs]. Utöver det förekommer även höga halter av quercetin, antocyaniner, saponiner, fenolsyror, lignaner och fenolalkoholer.[källa behövs]
Vatten-alkoholextrakt av plantans blommor sänker glukoshalten i blodet, förbättrar diuresen samt har en lugnande, muskelavslappnande, antiinflammatorisk och allerginedsättande verkan.[källa behövs] Extraktet stabiliserar mastceller samt kollagen- och elastinfibrernas struktur och används därför inom kosmetikaindustrin som ett medel för fördröjning av ålderstecknen.[källa behövs]

## Arter
Kladogram enligt Catalogue of Life (men se taxobox till höger)
- Forsythia europaea
- Forsythia intermedia
- Forsythia ovata
- Forsythia suspensa
- Forsythia viridissima

## Bildgalleri

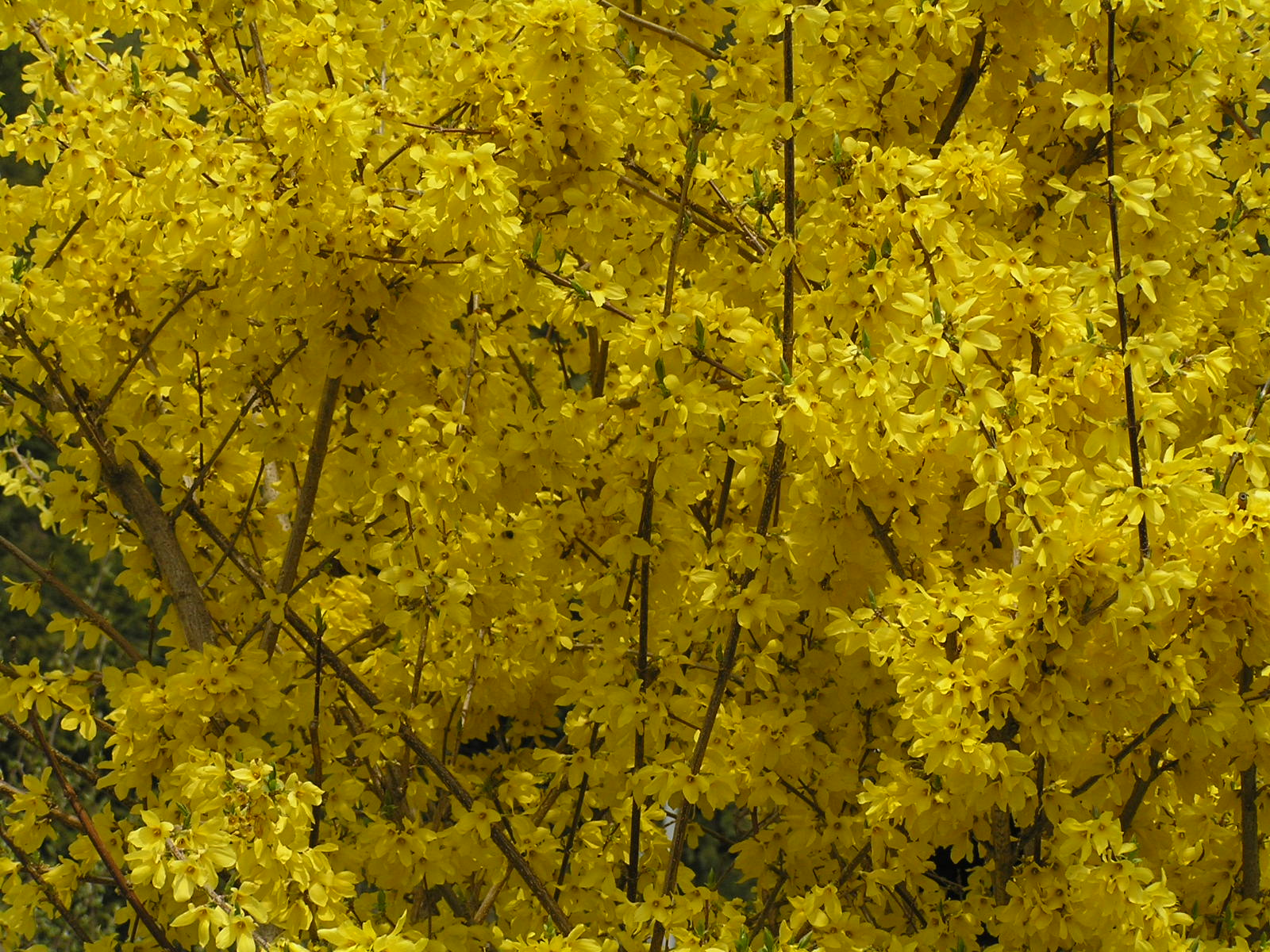
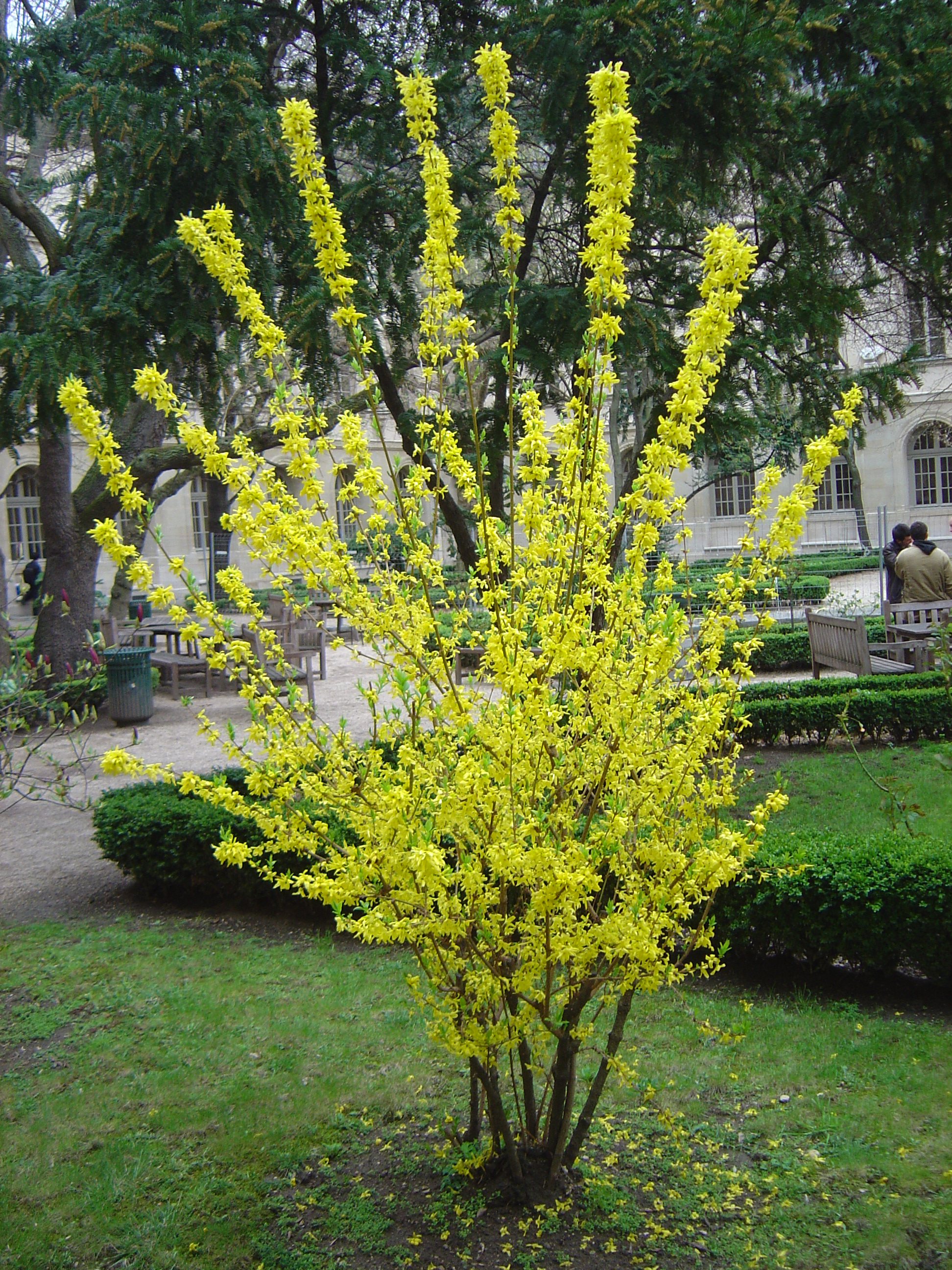
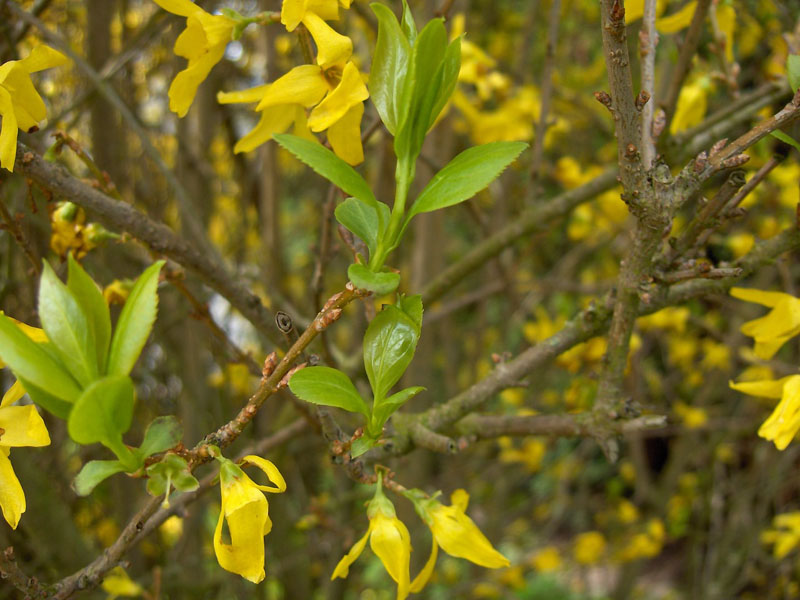
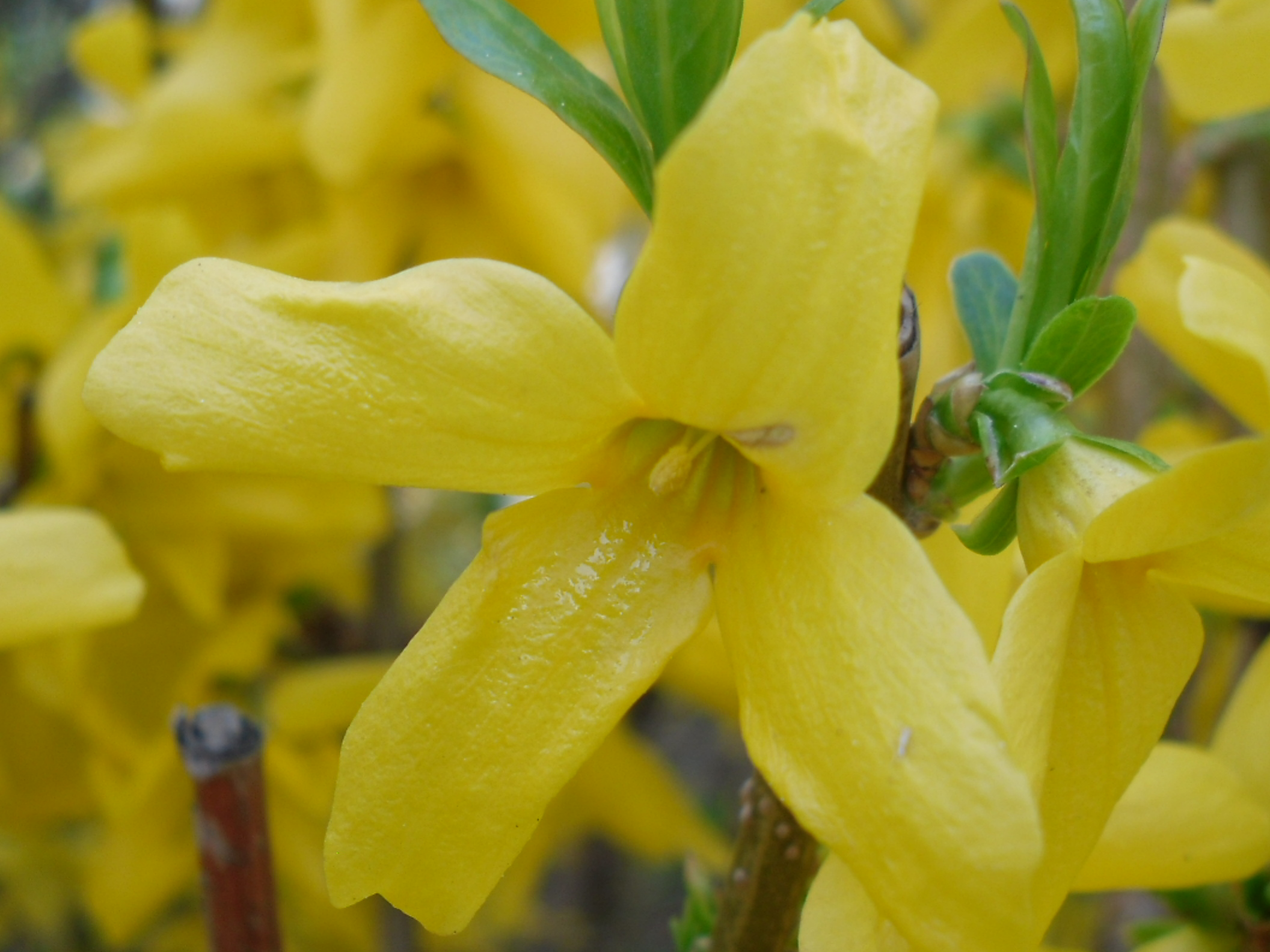
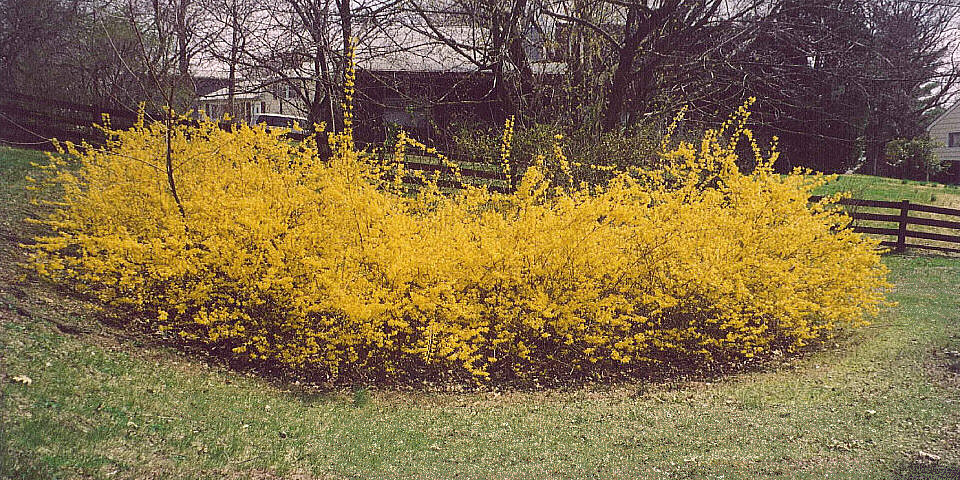
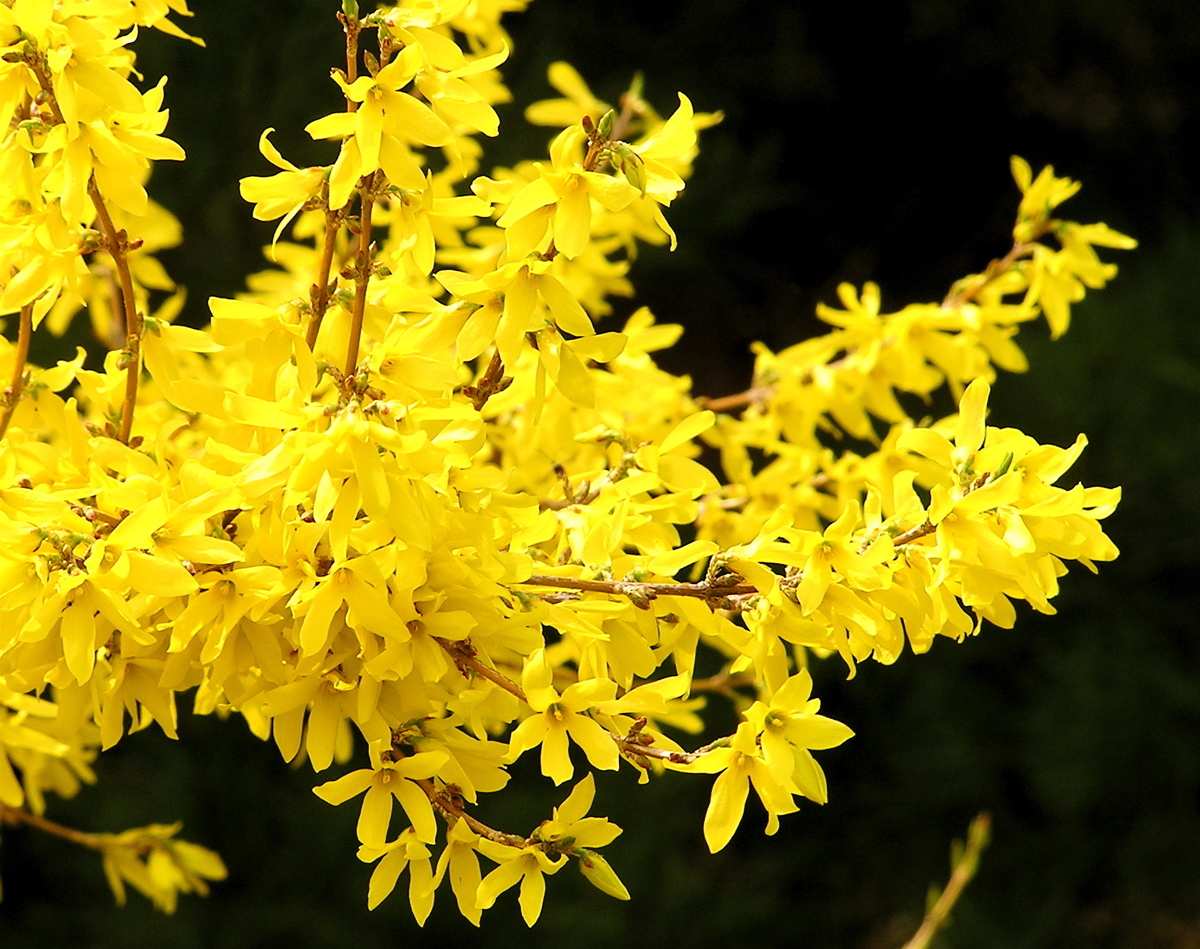